# Heliconius mayo
Heliconius mayo är en fjärilsart som beskrevs av D'almeida 1928. Heliconius mayo ingår i släktet Heliconius och familjen praktfjärilar. Inga underarter finns listade i Catalogue of Life.